# Piazza Camagna
Piazza Biagio Camagna è una piazza del centro storico di Reggio Calabria.

## Descrizione della piazza
La piazza, di modeste dimensioni, si colloca in un'area centralissima della città, tra il Corso Garibaldi e la via Tommaso Campanella. La piazza, di pianta quadrangolare, è nata con il piano di ricostruzione della città dopo il catastrofico terremoto del 1908 che la rase al suolo. La piazza in origine ebbe il nome di "Piazza Prato", ribattezzata successivamente "Piazza Camagna" per accogliere degnamente l'opera scultorea in onore dell'illustre avvocato e uomo politico.
Il lato ad est della piazza è costituito dal muro su cui poggiano due rampe di scale che collegano l'area alla soprastante via Tommaso Campanella, oltre la quale si scorgono i prospetti di alcuni palazzi in stile liberty mentre il lato ad ovest si apre sul Corso Garibaldi. In prossimità della scalinata è collocato il monumento a Biagio Camagna, opera dell'artista reggino Domenico Pellegrino. La statua commemorativa in bronzo poggia su un doppio basamento in marmo bianco sul quale è incisa un'iscrizione sulla quale si legge: "A REGGIO CALABRIA IL POPOLO 1924". La piazza, ornata con artistici lampioni e una doppia fila di alberi, è costretta sul lato sud da due palazzi in stile liberty del primo novecento e su quello nord dal moderno palazzo Sarlo. La pavimentazione è in basolato lavico mentre i marciapiedi che la cingono a nord e sud sono in pietra di Macellari e richiamano quelli che contraddistinguono il corso Garibaldi. Sulla piazza affacciano alcune attività commerciali, un istituto bancario e una storica edicola e spesso vi si tengono spettacoli ed iniziative culturali.